# Patinação de velocidade nos Jogos Olímpicos de Inverno de 2010 - 1500 m feminino
As competições de 1500 m feminino da patinação de velocidade nos Jogos Olímpicos de Inverno de 2010 foram disputadas no Richmond Olympic Oval em Vancouver, Colúmbia Britânica, em 21 de fevereiro de 2010.

## Medalhistas
| Ouro   | NED Ireen Wüst        |
| Prata  | CAN Kristina Groves   |
| Bronze | CZE Martina Sáblíková |

## Recordes
Antes desta competição, os recordes mundiais e olímpicos da prova eram os seguintes:
| Tipo | Atleta          | Tempo   | Local          | Data                    |
| ---- | --------------- | ------- | -------------- | ----------------------- |
|      | Cindy Klassen   | 1:51.79 | Salt Lake City | 20 de novembro de 2005  |
|      | Anni Friesinger | 1:54.02 | Salt Lake City | 20 de fevereiro de 2002 |

Nenhum recorde foi estabelecido nesta prova nos Jogos de Vancouver.

## Resultados
| Pos.              | Par | Raia | Atleta                       | Tempo   | Diferença | Notas |
| ----------------- | --- | ---- | ---------------------------- | ------- | --------- | ----- |
| Medalha de ouro   | 15  | o    | NED Ireen Wüst               | 1:56.89 | 0.00      |       |
| Medalha de prata  | 17  | o    | CAN Kristina Groves          | 1:57.14 | +0.25     |       |
| Medalha de bronze | 16  | o    | CZE Martina Sáblíková        | 1:57.96 | +1.07     |       |
| 4                 | 14  | o    | NED Margot Boer              | 1:58.10 | +1.21     |       |
| 5                 | 13  | i    | JPN Nao Kodaira              | 1:58.20 | +1.31     |       |
| 6                 | 18  | i    | CAN Christine Nesbitt        | 1:58.33 | +1.44     |       |
| 7                 | 8   | i    | NED Annette Gerritsen        | 1:58.46 | +1.57     |       |
| 8                 | 12  | o    | RUS Yekaterina Shikhova      | 1:58.54 | +1.65     |       |
| 9                 | 11  | o    | GER Anni Friesinger          | 1:58.67 | +1.78     |       |
| 10                | 15  | i    | GER Daniela Anschütz-Thoms   | 1:58.85 | +1.96     |       |
| 11                | 7   | o    | RUS Yekaterina Lobysheva     | 1:59.01 | +2.12     |       |
| 12                | 14  | i    | RUS Alla Shabanova           | 1:59.35 | +2.46     |       |
| 13                | 13  | o    | GER Monique Angermüller      | 1:59.46 | +2.57     |       |
| 14                | 2   | i    | NOR Hege Bøkko               | 1:59.52 | +2.63     |       |
| 15                | 17  | i    | POL Katarzyna Bachleda-Curuś | 1:59.53 | +2.64     |       |
| 16                | 4   | i    | USA Heather Richardson       | 1:59.56 | +2.67     |       |
| 17                | 10  | i    | NED Laurine van Riessen      | 1:59.79 | +2.90     |       |
| 18                | 18  | o    | USA Jennifer Rodriguez       | 2:00.08 | +3.19     |       |
| 19                | 11  | i    | JPN Maki Tabata              | 2:00.12 | +3.23     |       |
| 20                | 5   | o    | CHN Wang Fei                 | 2:00.65 | +3.76     |       |
| 21                | 12  | i    | CAN Cindy Klassen            | 2:00.67 | +3.78     |       |
| 22                | 10  | o    | GER Isabell Ost              | 2:01.69 | +4.80     |       |
| 23                | 4   | o    | JPN Miho Takagi              | 2:01.86 | +4.97     |       |
| 24                | 9   | i    | USA Jilleanne Rookard        | 2:01.95 | +5.06     |       |
| 25                | 8   | o    | CZE Karolína Erbanová        | 2:02.01 | +5.12     |       |
| 26                | 5   | i    | JPN Sayuri Yoshii            | 2:02.26 | +5.37     |       |
| 27                | 1   | o    | ITA Chiara Simionato         | 2:02.38 | +5.49     |       |
| 28                | 6   | o    | AUT Anna Rokita              | 2:02.67 | +5.78     |       |
| 29                | 6   | i    | KAZ Yekaterina Aydova        | 2:02.81 | +5.92     |       |
| 30                | 7   | i    | KOR Noh Seon-Yeong           | 2:02.84 | +5.95     |       |
| 31                | 1   | i    | USA Catherine Raney-Norman   | 2:03.02 | +6.13     |       |
| 32                | 2   | o    | RUS Yekaterina Abramova      | 2:03.19 | +6.30     |       |
| 33                | 3   | i    | KOR Lee Ju-Youn              | 2:03.67 | +6.78     |       |
| 34                | 9   | o    | POL Luiza Złotkowska         | 2:04.01 | +7.12     |       |
| 35                | 16  | i    | CAN Brittany Schussler       | 2:04.17 | +7.28     |       |
| 36                | 3   | o    | POL Natalia Czerwonka        | 2:05.00 | +8.11     |       |

Legenda
| Recorde mundial      | Recorde mundial (World record)               |                       | Recorde africano                      | Recorde africano (African) |                                           | Q | Classificado por posição (Qualified) |
| Recorde olímpico     | Recorde olímpico (Olympic record)            | Recorde da América    | Recorde da América (Americas)         | q                          | Classificado por melhor tempo (Qualified) |   |                                      |
| Melhor marca do ano  | Melhor marca do ano (World leading)          | Recorde asiático      | Recorde asiático (Asian)              | DNS                        | Não largou (Did not start)                |   |                                      |
| Recorde nacional     | Recorde nacional (National record)           | Recorde europeu       | Recorde europeu (European)            | DNF                        | Não terminou (Did not finish)             |   |                                      |
| Recorde pessoal      | Recorde pessoal do atleta (Personal best)    | Recorde da Oceania    | Recorde da Oceania (Oceania)          | DSQ / DQ                   | Desclassificado (Disqualified)            |   |                                      |
| Recorde da temporada | Recorde da temporada do atleta (Season best) | Recorde sul-americano | Recorde sul-americano (South America) | NM                         | Sem marca (No mark)                       |   |                                      |